# Kim Jung-mi
Kim Jung-mi (김정미?; 16 ottobre 1984) è una calciatrice sudcoreana, portiere dello Hyundai Red Angels e della nazionale sudcoreana.
Sia nella squadra di club che in Nazionale ha sempre preferito il numero 18 al più classico, per un portiere, numero 1.

## Carriera

### Nazionale
Kim Jung-mi ha debuttato in Nazionale il 10 giugno 2003, in una partita contro la Thailandia. È uno dei migliori portieri coreani e il suo record di 116 presenze lo dimostra: il 29 febbraio 2016, mentre partecipava alla finale asiatica di qualificazione alle Olimpiadi di Rio, è stata la seconda giocatrice della Corea del Sud a entrare nel FIFA Century Club.
Ha fatto parte della Nazionale in due partecipazioni Mondiali, nel 2003 alla prima apparizione della Corea del Sud, e nel 2015, quando la nazionale asiatica raggiunse per la prima volta la fase a eliminazione diretta. Era stata preselezionata anche per partecipare al Mondiale del 2019 ma, durante il ritiro, un infortunio al tendine d'Achille l'ha costretta alla rinuncia.

## Palmarès

### Club
- Campionato sudcoreano: 9

Hyundai Red Angels: 2013, 2014, 2015, 2016, 2017, 2018, 2019, 2020, 2021